# ISA World Surfing Games
El ISA World Surfing Games es un campeonato de surf. Ejerce como campeonato mundial, y se disputa anualmente.

## Ediciones
| Edición | Año  | Ciudad anfitriona         | País           |
| ------- | ---- | ------------------------- | -------------- |
| 1       | 1964 | Manly                     | Australia      |
| 2       | 1965 | Lima                      | Perú           |
| 3       | 1966 | San Diego                 | Estados Unidos |
| 4       | 1968 | Rincón                    | Puerto Rico    |
| 5       | 1970 | Torquay - Lorne - Johanna | Australia      |
| 6       | 1972 | San Diego                 | Estados Unidos |
| 7       | 1978 | East London               | Sudáfrica      |
| 8       | 1980 | Biarritz                  | Francia        |
| 9       | 1982 | Gold Coast                | Australia      |
| 10      | 1984 | Huntington Beach          | Estados Unidos |
| 11      | 1986 | Newquay                   | Reino Unido    |
| 12      | 1988 | Aguadilla                 | Puerto Rico    |
| 13      | 1990 | Chiba                     | Japón          |
| 14      | 1992 | Lacanau                   | Francia        |
| 15      | 1994 | Río de Janeiro            | Brasil         |
| 16      | 1996 | Huntington Beach          | Estados Unidos |
| 17      | 1998 | Lisboa                    | Portugal       |
| 18      | 2000 | Maracaípe                 | Brasil         |
| 19      | 2002 | Durban                    | Sudáfrica      |
| 20      | 2004 | Salinas                   | Ecuador        |
| 21      | 2006 | Huntington Beach          | Estados Unidos |
| 22      | 2008 | Costa de Caparica         | Portugal       |
| 23      | 2009 | Playa Hermosa             | Costa Rica     |
| 24      | 2010 | Punta Hermosa             | Perú           |
| 25      | 2011 | Pedasí                    | Panamá         |
| 26      | 2013 | Santa Catalina            | Panamá         |
| 27      | 2014 | Punta Rocas               | Perú           |
| 28      | 2015 | Popoyo                    | Nicaragua      |
| 29      | 2016 | Jacó                      | Costa Rica     |
| 30      | 2017 | Biarritz                  | Francia        |
| 31      | 2018 | Tahara                    | Japón          |
| 32      | 2019 | Miyazaki                  | Japón          |
| 33      | 2021 | Surf City                 | El Salvador    |
| 34      | 2022 | Huntington Beach          | Estados Unidos |
| 35      | 2023 | Surf City                 | El Salvador    |
| 36      | 2024 | Arecibo                   | Puerto Rico    |

### 2019
El ISA World Surfing Games del 2019 se realizó en Miyazaki, Japón. En open damas del Mundial ISA Surf lo obtuvo Sofia Mulanovich. En la competición por equipos, Brasil consiguió el oro. En individual se llevó la victoria Italo Ferreira. El evento de Aloha Cup lo ganó el equipo australiano.

### 2021
El ISA World Surfing Games del 2021 se realizó del 8 al 16 de mayo de 2021 en la playa La Bocana y El Sunzal, El Salvador.